# Archidiócesis de Braga
La archidiócesis de Braga (en latín: Archidioecesis Bracarensis y en portugués: Arquidiocese de Braga) es una circunscripción eclesiástica de la Iglesia católica en Portugal. Se trata de una archidiócesis latina, sede metropolitana de la provincia eclesiástica de Braga. Desde el 3 de diciembre de 2021 su arzobispo y primado de las Españas es José Manuel García Cordeiro.

## Territorio y organización

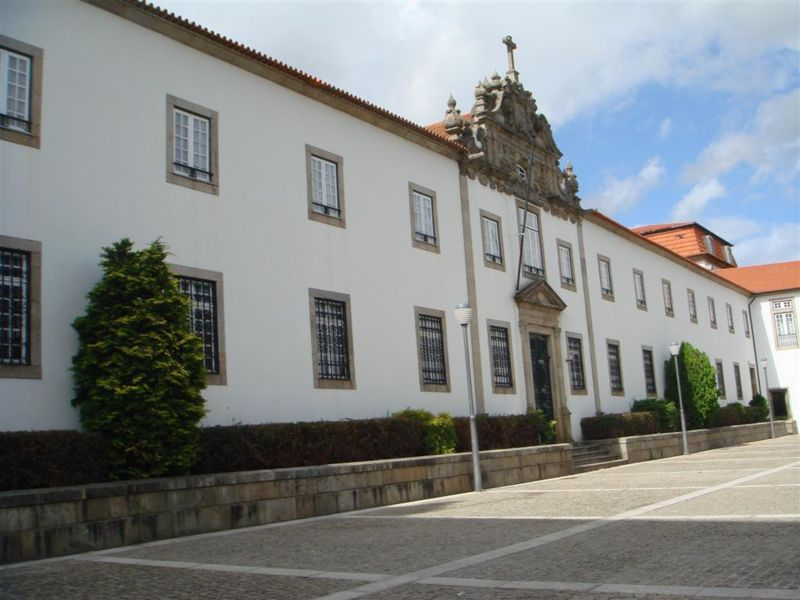
Seminario conciliar de San Pedro y San Paulo, en Braga

La arquidiócesis tiene 2857 km² y extiende su jurisdicción sobre los fieles católicos de rito latino residentes en el distrito de Braga y en 30 parroquias del distrito de Oporto situadas al norte del río Ave, en los municipios de Santo Tirso, Póvoa de Varzim y Vila do Conde.

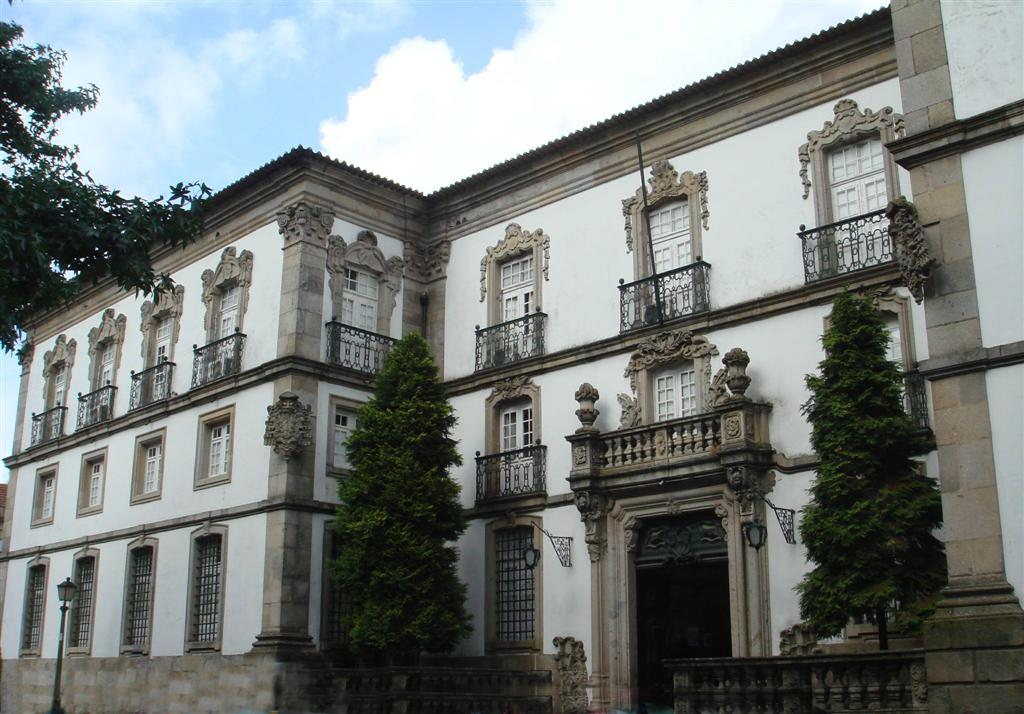
Palacio episcopal de Braga

La sede de la arquidiócesis se encuentra en la ciudad de Braga, en donde se halla la Catedral de Santa María. En la arquidiócesis hay cinco basílicas menores: la basílica del Buen Jesús del Monte (declarada Patrimonio de la Humanidad por la UNESCO) y la del santuario de Nuestra Señora de Sameiro, ambas en Braga; la de San Benito de la Puerta Abierta, en Rio Caldo, una aldea de Terras de Bouro; la de San Pedro, en Guimarães y la de San Torcuato, en São Torcato, una aldea de Guimarães.

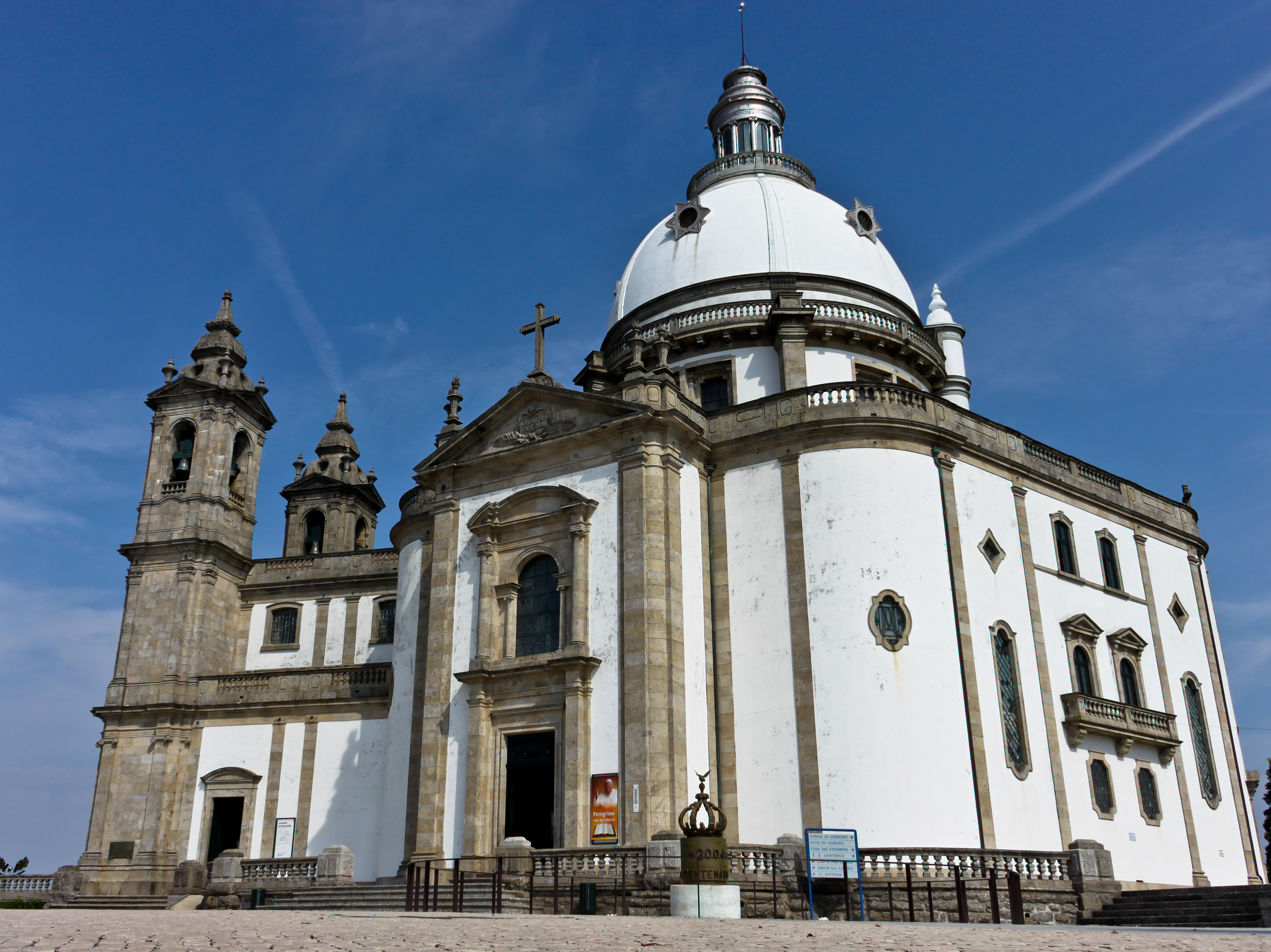
Basílica santuario de Nuestra Señora de Sameiro, en Braga

La arquidiócesis tiene como sufragánea a las diócesis de: Aveiro, Braganza-Miranda, Coímbra, Lamego, Oporto, Viana do Castelo, Vila Real y Viseu.

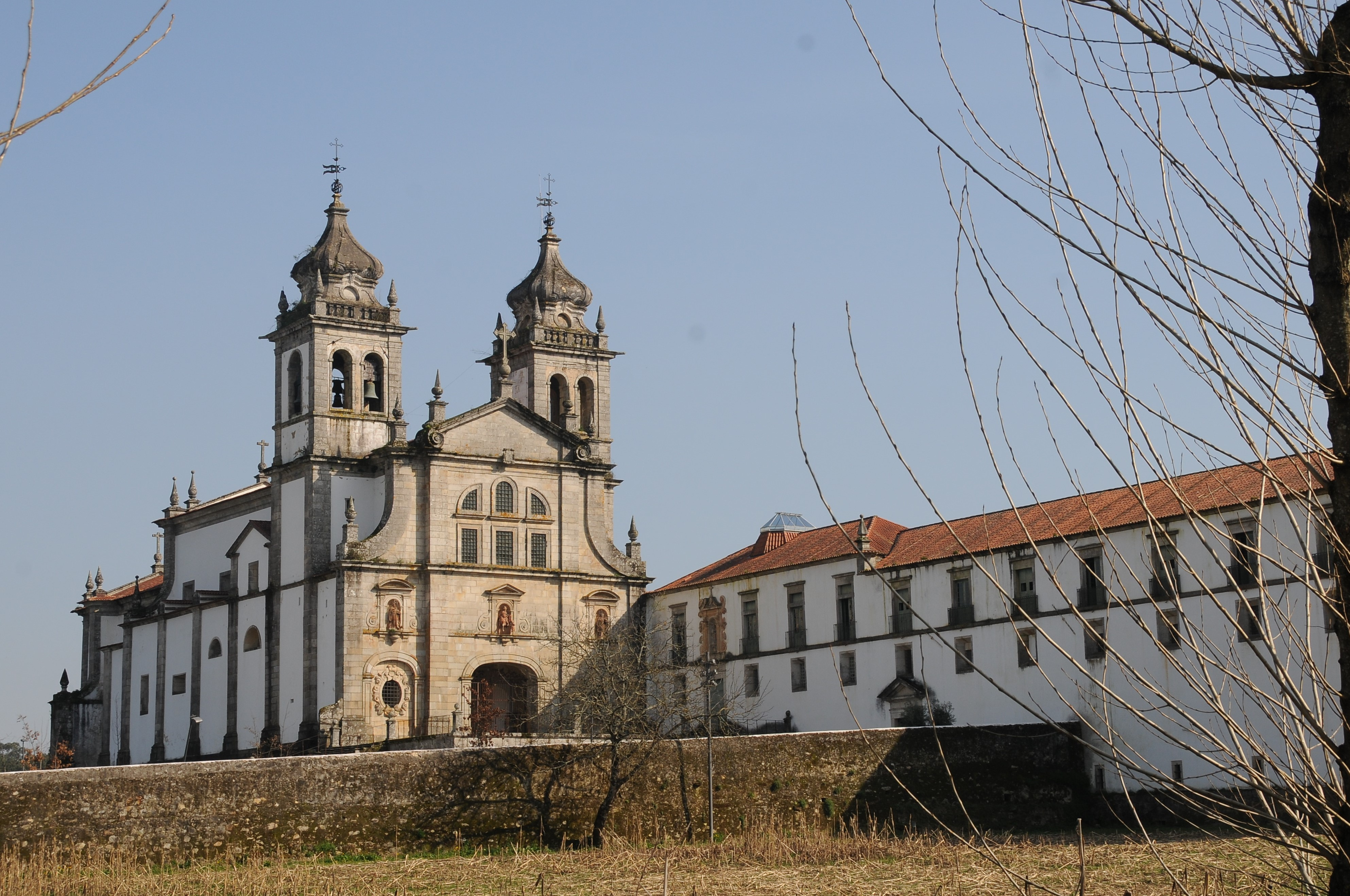
Monasterio de Tibães

En 2020 en la arquidiócesis existían 551 parroquias, agrupadas en 14 arciprestazgos (Amares, Barcelos, Braga, Cabeceiras de Basto, Celorico de Basto, Esposende, Fafe, Guimarães e Vizela, Póvoa de Lanhoso, Terras de Bouro, Vieira do Minho, Vila do Conde / Póvoa de Varzim, Vila Nova de Famalicão y Vila Verde) y estos en tres zonas pastorales. Hay tres órganos consultivos (los consejos Presbiteral y Pastoral y el Colegio Arciprestal) y uno ejecutivo (el Consejo Episcopal).

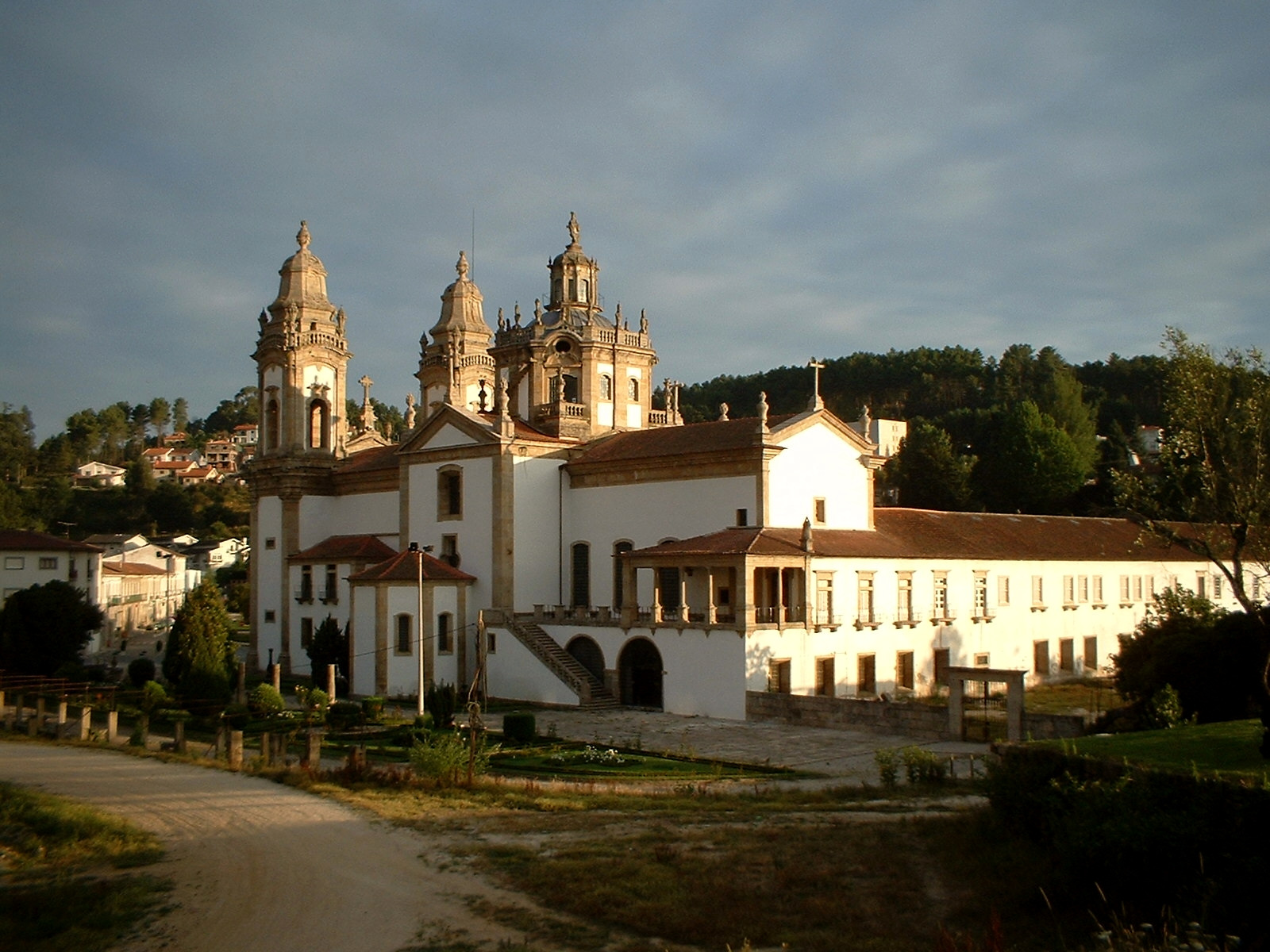
Monasterio de San Miguel de Refojos de Basto, fundado en el siglo XII

### Rito bracarense
Entre las particularidades más notables de esta sede, considerada de las más antiguas de la península ibérica, está la de poseer un rito litúrgico propio, el rito bracarense, semejante al romano e incluido entre los ritos latinos. Durante la reforma litúrgica tridentina, Braga pudo mantener sus libros, porque tenían más de 200 años de antigüedad y también por el cuidado que tuvo en eso el arzobispo fray Bartolomeu dos Mártires. Después de algunas tergiversaciones resultantes de la tentativa de introducir el rito romano, el bracarense fue restaurado por el sínodo diocesano de 1918: los nuevos breviarios y misales, aprobados por con bulas papales de 1919 y 1924 respectivamente, se tornaron obligatorios en toda la arquidiócesis en 1924.
Después de la reforma litúrgica que siguió al Concilio Vaticano II, el rito de Braga no fue abrogado, sino que pasó a ser facultativo a partir del 18 de noviembre de 1971, pero el uso público del ritual de Braga se limita a la catedral y solo en la Fiesta de la Presentación del Señor (2 de febrero), el Domingo de Ramos y la Semana Santa.

## Historia
Bracara Augusta fue la antigua capital de la provincia romana de Gallaecia, así como la cabecera del Conventus bracarensis. El cristianismo pronto arraigó en la población, como lo documentan los numerosos santos y mártires venerados por la tradición local. La diócesis de Braga data del siglo III, aunque una tradición legendaria enumera obispos desde el siglo I, siendo el primero de ellos Pedro de Rates cerca del año 45 de nuestra era. El primer obispo del que se tiene constancia histórica es san Paterno, que aparece en el Concilio de Toledo de 397.
En la primera mitad del siglo V, la sede de Braga fue elevada al rango de sede metropolitana, con jurisdicción sobre todo el noroeste de la península ibérica (la Gallaecia), teniendo de ella dependientes los obispados de Conímbriga, Viseu, Dume, Lamego, Oporto y Egitania. Del periodo suevo-visigótico se conocen los nombres de 12 prelados bracarenses. Después de la invasión musulmana, Braga se quedó bajo dominio musulmán, y sus obispos pasaron a residir en Lugo.
Cuando se erigió la metrópolis de Lugo (en 569), a Braga le tocaron las diócesis sufragáneas de Dumio, Magneto, Coímbra, Lamego, Idanha y Viseu.
Como metrópolis gallega, Braga fue sede de algunos concilios provinciales. Se conocen tres: el concilio de 561, bajo la presidencia de Lucrecio; el concilio de 572, dirigido por san Martín; y el concilio de 675, presidido por el arzobispo Leodegisio. Los orígenes del antiguo rito de Braga se remontan al siglo VI. Probablemente en el año 569 el Concilio de Lugo concedió a los arzobispos de Braga el título de primado de España.
Durante la dominación sueva en el siglo VI, el territorio de la arquidiócesis se reorganizó gracias sobre todo a la obra de san Martín, abad de Dumio cerca de Braga, que consiguió que su antigua sede monástica fuera elevada al rango de diócesis; al mismo tiempo surgieron otras diócesis, probablemente con territorio desmembrado del de Braga (Viseu, Lamego y Tuy).
Tras la conquista de los sarracenos en el siglo VIII, el último arzobispo que residió en Braga fue san Felice Torcuato, sus sucesores se establecieron en Lugo, llevando consigo el título metropolitano en el año 745. A partir de esta fecha los arzobispos utilizarán tanto los títulos de Lugo como los de Braga. En 832 la ciudad de Braga quedó sometida a la jurisdicción de la arquidiócesis de Lugo y Braga, y esta situación se prolongó hasta 1070, cuando se restableció la arquidiócesis de Braga en la ciudad reconquistada por los cristianos, aún antes de la fundación de la monarquía portuguesa. El primer obispo de la sede restaurada fue Pedro, mencionado por primera vez en una carta fechada el 1 de mayo de 1070.
Al mismo tiempo que la restauración de la arquidiócesis, también se establecieron el cabildo catedralicio y la escuela capitular. Quedan pocos vestigios de la primitiva catedral, comenzada inmediatamente después de 1070, habiendo sido reconstruida, en su parte esencial, entre los siglos XII y XIII.
En 1103 el papa Pascual II resolvió la controversia suscitada con la nueva metrópolis de Santiago de Compostela, asignando a Braga como sufragáneas las diócesis de Oporto, Coímbra, Lamego y Viseu, así como otras cinco diócesis de los reinos de Galicia y de León; este último dejó de depender de Braga el 27 de febrero de 1120.
A mediados del siglo XII los arzobispos de Braga se enzarzaron en una disputa con la archidiócesis de Toledo, para hacer valer su jurisdicción primacial sobre toda la península ibérica. Toledo vio reconfirmada su primacía sobre España, mientras que Braga obtuvo la primacía sobre Portugal con el título de primado de las Españas.
A finales del siglo XIV, las diócesis de los reinos de León y de Galicia dejaron de prestar obediencia a Braga. 
El 22 de mayo de 1545 cedió una parte de su territorio para la erección de la diócesis de Miranda mediante la bula Pro excellenti Apostolicae Sedis del papa Paulo III, que posteriormente asumió el nombre de diócesis de Braganza-Miranda.
El arcedianato de Moncorvo fue cedido a estas diócesis unidas el 30 de septiembre de 1881 como consecuencia de la bula 
Mediante la bula Gravissimum Christi del papa León XIII del el 30 de septiembre de 1881 cedió el arcedianato de Moncorvo a la diócesis de Braganza-Miranda u parroquias a la diócesis de Oporto. Al mismo tiempo, con la misma bula, obtuvo de la diócesis de Orense las dos parroquias de Tourém, fracción del actual municipio de Montalegre, y de Lama de Arcos, fracción del actual municipio de Chaves. En total, la arquidiócesis contaba con 989 parroquias con 719 286 fieles.
En cumplimiento de las decisiones del Concilio de Trento, el arzobispo san Bartolomeu Fernandes dos Mártires fundó en 1572 el seminario para la formación de sacerdotes.
El 20 de abril de 1922 con la bula Apostolicae Praedecessorum Nostrorum del papa Pío XI cedió una porción de su territorio para la erección de la diócesis de Vila Real.
El 3 de noviembre de 1977 con la bula Ad aptiorem populi del papa Pablo VI cedió otra porción de su territorio para la erección de la diócesis de Viana do Castelo.
Entre los arzobispos de Braga hubo un antipapa, Maurice Bourdin que devino antipapa Gregorio VIII (1118), y un papa, Pedro Julião elegido al trono papal con el nombre de Juan XXI (1276).
El 14 de diciembre de 1984, con la carta apostólica Omnes fere, el papa Juan Pablo II confirmó a san Martín de Braga como patrono principal de la arquidiócesis.

## Estadísticas
Según el Anuario Pontificio 2021 la arquidiócesis tenía a fines de 2020 un total de 912 370 fieles bautizados.
| Año                                                                             | Población            | Población | Población      | Sacerdotes | Sacerdotes    | Sacerdotes    | Bautizados por sacerdote | Diáconos permanentes | Religiosos | Religiosos | Parroquias |
| Año                                                                             | Bautizados católicos | Total     | % de católicos | Total      | Clero secular | Clero regular | Bautizados por sacerdote | Diáconos permanentes | Varones    | Mujeres    | Parroquias |
| ------------------------------------------------------------------------------- | -------------------- | --------- | -------------- | ---------- | ------------- | ------------- | ------------------------ | -------------------- | ---------- | ---------- | ---------- |
| 1949                                                                            | 806 694              | 807 033   | 100.0          | 972        | 854           | 118           | 829                      |                      | 143        | 848        | 830        |
| 1959                                                                            | 895 000              | 895 480   | 99.9           | 985        | 825           | 160           | 908                      |                      | 205        | 820        | 831        |
| 1970                                                                            | 1 134 900            | 1 135 000 | 100.0          | 1054       | 853           | 201           | 1076                     |                      | 404        | 718        | 836        |
| 1980                                                                            | 729 000              | 730 000   | 99.9           | 721        | 576           | 145           | 1011                     |                      | 266        | 924        | 548        |
| 1990                                                                            | 927 000              | 930 000   | 99.7           | 644        | 518           | 126           | 1439                     | 2                    | 275        | 761        | 551        |
| 1999                                                                            | 881 000              | 900 000   | 97.9           | 599        | 486           | 113           | 1470                     | 8                    | 210        | 790        | 551        |
| 2000                                                                            | 882 000              | 900 000   | 98.0           | 598        | 488           | 110           | 1474                     | 7                    | 209        | 778        | 551        |
| 2001                                                                            | 882 000              | 900 000   | 98.0           | 587        | 479           | 108           | 1502                     | 8                    | 194        | 754        | 551        |
| 2002                                                                            | 927 000              | 945 000   | 98.1           | 591        | 479           | 112           | 1568                     | 9                    | 196        | 747        | 551        |
| 2003                                                                            | 944 304              | 964 304   | 97.9           | 583        | 464           | 119           | 1619                     | 7                    | 197        | 747        | 551        |
| 2004                                                                            | 945 000              | 965 400   | 97.9           | 570        | 463           | 107           | 1657                     | 8                    | 174        | 662        | 551        |
| 2006                                                                            | 875 000              | 952 000   | 91.9           | 542        | 448           | 94            | 1614                     | 8                    | 186        | 583        | 551        |
| 2012                                                                            | 886 300              | 964 400   | 91.9           | 492        | 391           | 101           | 1801                     | 8                    | 174        | 455        | 552        |
| 2015                                                                            | 914 000              | 994 980   | 91.9           | 467        | 386           | 81            | 1957                     | 15                   | 223        | 430        | 551        |
| 2018                                                                            | 909 900              | 990 700   | 91.8           | 495        | 366           | 129           | 1838                     | 11                   | 257        | 430        | 551        |
| 2020                                                                            | 912 370              | 993 740   | 91.8           | 509        | 380           | 129           | 1792                     | 13                   | 256        | 103        | 551        |
| Fuente: Catholic-Hierarchy, que a su vez toma los datos del Anuario Pontificio. |                      |           |                |            |               |               |                          |                      |            |            |            |